# Pseudaclytia major
Pseudaclytia major är en fjärilsart som beskrevs av Druce 1906. Pseudaclytia major ingår i släktet Pseudaclytia och familjen björnspinnare. Inga underarter finns listade i Catalogue of Life.